# 7777 Консадоле
7777 Консадоле (7777 Consadole) — астероїд головного поясу, відкритий 15 лютого 1993 року.
Тіссеранів параметр щодо Юпітера — 3,569.